# KkStB-Tenderreihe 256
| kkStB 256 / BBÖ 256 / ÖBB 9256 | kkStB 256 / BBÖ 256 / ÖBB 9256                                                                                  | kkStB 256 / BBÖ 256 / ÖBB 9256                                                                                  |
| ------------------------------ | --- | --- |
| kein Bild vorhanden            | | |
| Technische Daten               | | |
|                                | | Öltender |
| Anzahl der Achsen              | 3 | 3 |
| Baujahr                        | 1915 | 1915 |
| Stückzahl                      | 1 | 1 |
| Radstand                       | 3200 mm | 3200 mm |
| Laufrad-Ø                      | 995 mm | 995 mm |
| Wasser                         | 16,0 m³ | 16,0 m³ |
| Kohle/Öl                       | 8,5 m³ | 4,5 m³ |
| Leergewicht                    | 17,0 t | 18,5 t |
| Dienstgewicht                  | 39,0 t | 39,0 t |
| gekuppelt mit Lokomotiven      | 6, 106, 206, 306, 108, 9, 10, 110, 210, 310, 910, 329, 429, 60, 160, 170, 270, 470, 174, 80, 180, 280, 380, 100 | 6, 106, 206, 306, 108, 9, 10, 110, 210, 310, 910, 329, 429, 60, 160, 170, 270, 470, 174, 80, 180, 280, 380, 100 |

Die kkStB-Tenderreihe 256 war eine Schlepptenderreihe der k.k. Staatsbahnen (kkStB).
Die kkStB beschaffte nur einen Tender für ihre Lokomotiven im Jahre 1915.
Er wurde von der Wiener Neustädter Lokomotivfabrik geliefert.
Er hatte ein Kohlenrutschblech.
Bei der BBÖ war er mit der 113.02 gekuppelt.